# Gnetófitas

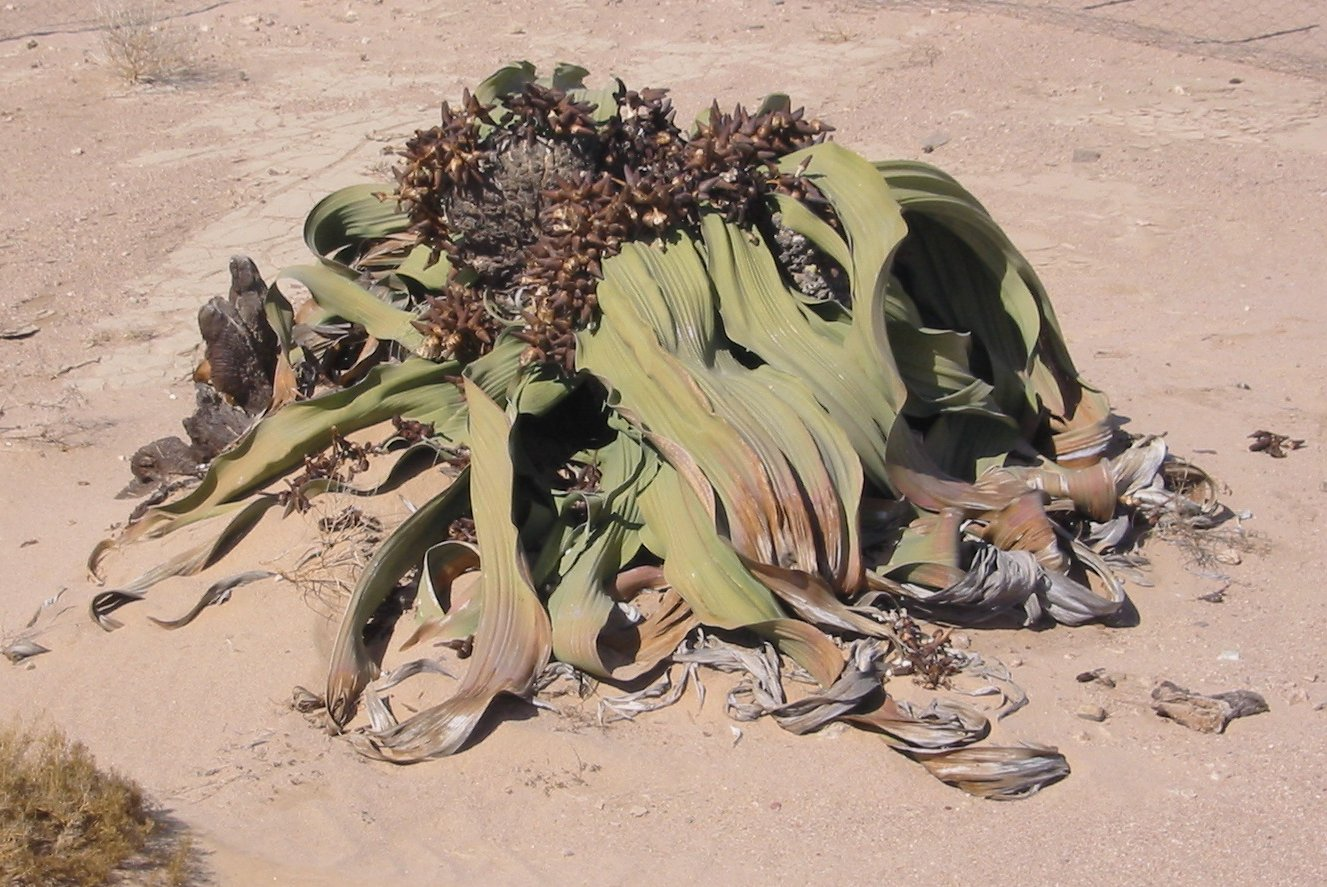
Welwitschia mirabilis.

Gnetophyta é uma divisão monotípica de plantas espermatófitas tendo como única classe a Gnetopsida que agrupa espécies sem verdadeiras flores, mas com um sistema vascular semelhante ao das angiospérmicas. As gnetófitas são usualmente classificadas como gimnospérmicas, apesar de possuírem vasos como as angiospérmicas ou as magnoliófitas.

## Taxonomia
As gnetófitas podem ser divididas em três grupos:
- Gnetales — género Gnetum de árvores e arbustos das selvas equatoriais.
- Welwitschiales — apenas uma espécie (Welwitschia mirabilis) no deserto da Namíbia.
- Ephedrales — com um único género (Ephedra) com várias espécies repartidas pelo mundo todo; são arbustos e têm uso medicinal.